# مارك وايت
مارك وايت (بالإنجليزية: Mark White)‏ (26 أكتوبر 1958 بشفيلد في المملكة المتحدة - ) هو لاعب كرة قدم بريطاني في مركز الظهير. لعب مع نادي ريدنغ.